# یاکوب فن ده کرکهوف
یاکوب فن ده کرکهوف (هلندی: Jacob van de Kerkhof؛ زادهٔ ۱۲ اکتبر ۱۹۹۵) قایقران روئینگ اهل هلند است.
وی در مسابقات کشوری و بین‌المللی در مجموع برندهٔ ۳ مدال نقره، ۱ مدال برنز شده است.